# William Viner (Violinist)
William Viner (begraben 12. November 1716 in Dublin) war ein irischer Violinist und Komponist.

## Leben
Viner wirkte zu Beginn des 18. Jahrhunderts in Dublin, wo er von 1703 bis zu seinem Tod die Position des Master of the State Musick innehatte. Sein erstes dokumentiertes Konzert fand allerdings am 23. Mai 1707 in London statt, dort spielte er Solosonaten von Arcangelo Corelli. Ein weiteres Konzert am 31. März 1709 zusammen mit dem Sänger Henry Holcombe, ebenfalls in London, wurde im Tatler annonciert. Zu Viners Schülern gehörte der Violinvirtuose John Clegg.
Die jährliche Geburtstagsode für den König wurde ab 1709 von Johann Sigismund Kusser (der sich in Dublin Cousser nannte) komponiert. Cousser wurde 1716 Viners Nachfolger als Master of the State Musick.

## Wirken
Obwohl es kaum Berichte über Viners Auftritte in Dublin gibt, belegen die Gedichte The Progress of Musick in Ireland (Dublin, 1725) von Matthew Pilkington und On the Death of Mr. Viner (London, 1722) von Thomas Parnell, dass Viner als Violinist in Dublin bekannt war und seine Darbietungen großen Eindruck hinterließen.

## Werke
Von seinen Werken sind nur wenige erhalten.
- Solos for a Violin… I. Walsh, London 1717 (postum)
- Song No Coelia … I'll no longer mourn. Hrsg. von Thomas Cross.
- Arrangement eines Stückes in Arie di camera (erschien um 1727)